# خورشیدگرفتگی ۱۷ فوریه ۲۰۲۶
خورشیدگرفتگی ۱۷ فوریه ۲۰۲۶ (به انگلیسی: Solar eclipse of February 17, 2026) یک خورشیدگرفتگی از نوع خورشیدگرفتگی حلقه‌ای است. این خورشیدگرفتگی در تاریخ ۱۷ فوریه ۲۰۲۶ میلادی (‎۲۸ بهمن ۱۴۰۴ خورشیدی) روی خواهد داد که زمان اوج آن، ساعت ۱۲:۱۳:۰۶ به‌وقت ساعت هماهنگ جهانی است. مدت زمان و طول این خورشیدگرفتگی ۲ دقیقه و ۲۰ ثانیه خواهد بود.